# Anton Corfiz Ulfeldt

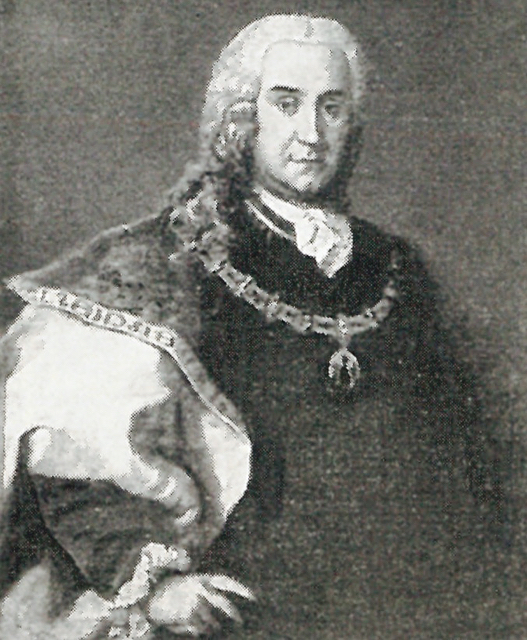
Anton Corfiz Ulfeldt

Anton Corfiz Ulfeldt (* 15. Juni 1699 in Brașov; † 31. Dezember 1769 in Wien) war ein österreichischer Politiker und Diplomat.

## Biografie
Seine Eltern waren Anna Maria Sinzendorf und Leo Graf Ulfeldt, der aus einem dänischen Adelsgeschlecht stammte. Nachdem sein Vater, Corfitz Ulfeldt, wegen Hochverrats in Dänemark zum Tode verurteilt wurde, floh Leo Graf Ulfeldt nach Österreich, wo er sich der Kaiserlichen Armee anschloss.
Auch Anton Corfiz Ulfeldt schlug zunächst eine militärische Laufbahn ein, ließ sich jedoch 1724 in den Reichshofrat versetzen. Ab 1738 war er Botschafter in Den Haag und Konstantinopel, 1742 wurde er auf Betreiben Johann Christof Bartensteins Staatskanzler mit der Verantwortung für Österreichs Außenpolitik. Diesen Posten behielt er bis 1753, als Wenzel Anton Kaunitz sein Nachfolger wurde. Ulfeldt hatte allerdings so gut wie keinen Einfluss, Bartenstein war derjenige, der die Geschicke Österreichs lenkte.
Am 5. Januar 1744 erhielt er den Orden vom Goldenen Vlies (Nr. 706).

## Ehe und Nachkommen
In erster Ehe war Ulfeldt mit Maria Anna von Virmont verheiratet, der Erbtochter des Grafen Damian Hugo von Virmont zu Neersen, die aber nach kurzer Ehe am 19. Dezember 1731 kinderlos starb.
In zweiter Ehe heiratete er am 16. April 1743 Maria Elisabeth von Lobkowitz (* 1726; † 1786), Tochter des Fürsten Philipp von Lobkowitz († 1737). Das Paar hatte einen Sohn, Johann Baptist, der jedoch früh verstarb, sowie zwei Töchter:
- Maria Elisabeth (* 19. September 1747; † 27. Januar 1791) ⚭ 1765 Georg Christian von Waldstein (* 16. April 1743; † 6. Oktober 1791)
- Maria Wilhelmine (* 13. Mai 1744; † 8. Mai 1800) ⚭ Graf Josef von Thun-Hohenstein (* 14. September 1734; † 22. August 1800)